# Kobe Bryant
Kobe Bean Bryant (n. 23 august 1978, Pennsylvania, SUA – d. 26 ianuarie 2020, Calabasas, California, SUA) a fost un baschetbalist american.
S-a născut în Philadelphia. Din 1996 a jucat la echipa Los Angeles Lakers, unde l-a avut ca coechipier pe Shaquille O'Neal o perioadă când au câștigat trei campionate din National Basketball Association la rând (2000-2002). Ulterior, el a rămas cel mai valoros jucător la Lakers. Kobe Bryant a mai câștigat 2 campionate NBA în anii 2009 și 2010, alături de Pau Gasol, Andrew Bynum, Ron Artest, dar în aceste ultime 2 campionate el a fost liderul celor de la Lakers.
La 14 decembrie 2014, Bryant a devenit al treilea cel mai bun marcator din NBA, depășindu-l pe Michael Jordan (32.292) într-un meci contra celor de la Minnesota, câștigat cu 100–94.

## Deces
La 26 ianuarie 2020, Kobe Bryant, împreună cu alte opt persoane au murit în urma unui accident aviatic, în California. În elicopterul care s-a prăbușit se afla și fiica lui de 13 ani, Gianna Bryant.